# Sartell
Sartell – miasto w Stanach Zjednoczonych, w stanie Minnesota, w hrabstwie Benton.